# کوین آنین
کوین آنین (انگلیسی: Kévin Anin؛ زادهٔ ۵ ژوئیهٔ ۱۹۸۶) بازیکن فوتبال اهل فرانسه است.
از باشگاه‌هایی که در آن بازی کرده‌است می‌توان به باشگاه فوتبال نیس، باشگاه فوتبال لو آور، و باشگاه فوتبال سوشو اشاره کرد.